# 阿蘇市

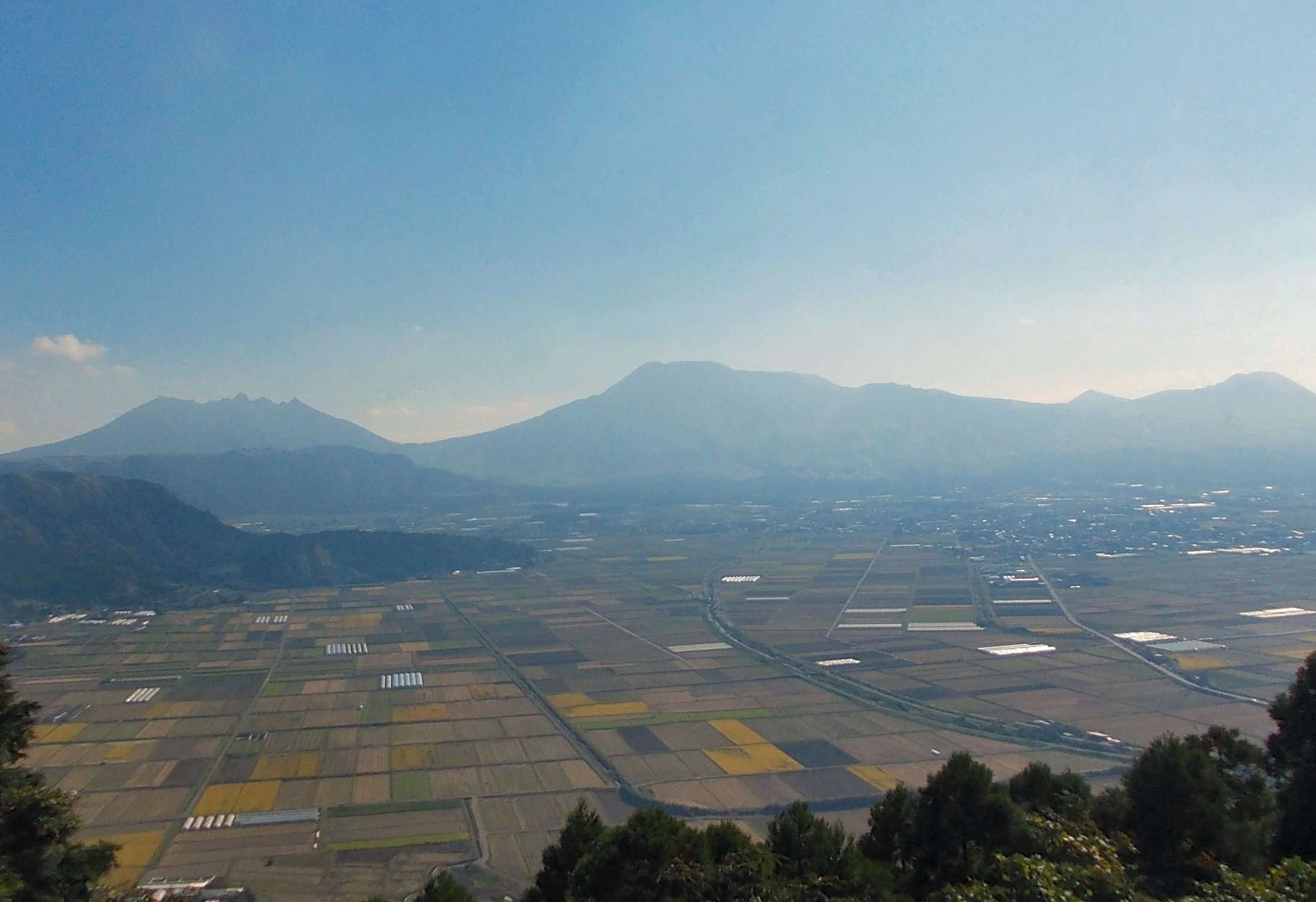
阿蘇市城山展望台からの阿蘇カルデラと阿蘇五岳遠望

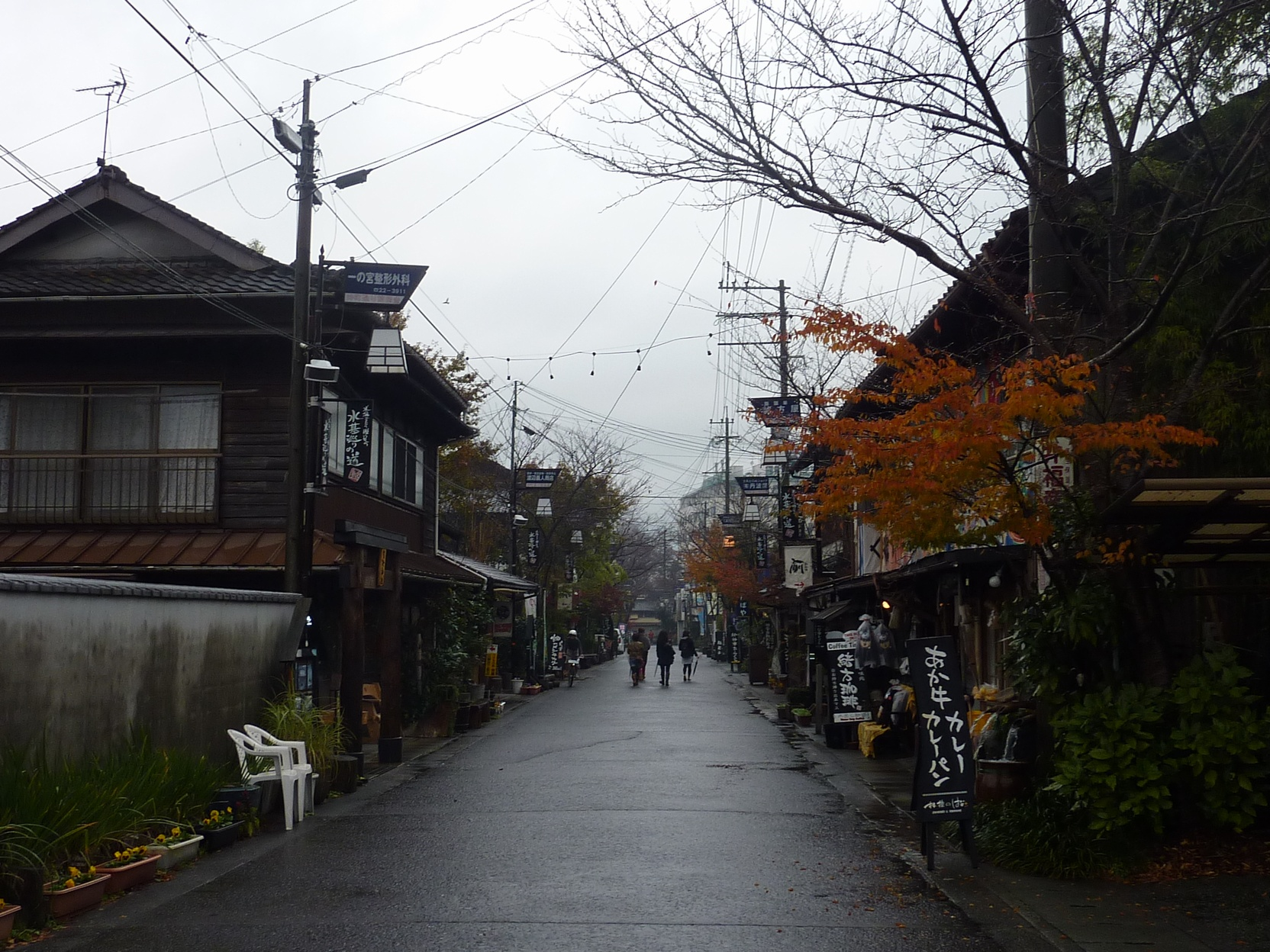
阿蘇神社の門前町（熊本県阿蘇市一の宮町宮地）

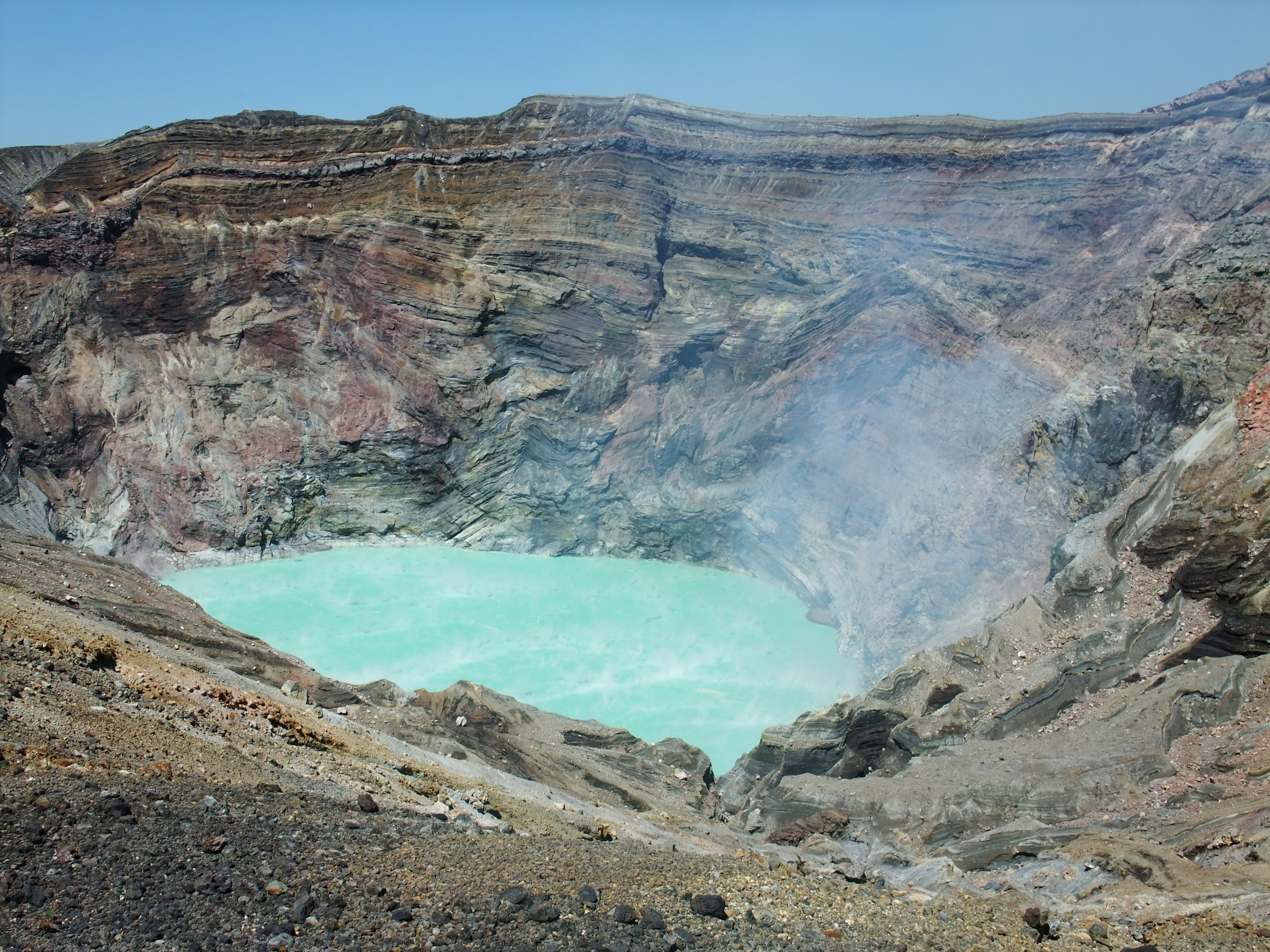
阿蘇中岳火口

阿蘇市（あそし）は、熊本県の東北部、阿蘇地域の中央に位置する市である。

## 地理
熊本県東北部、熊本市から約50kmの九州山地内に位置し、市域東部と北西部で大分県に接する。旧阿蘇町・旧一の宮町区域の大部分(旧波野村は、カルデラの外）は阿蘇山が形成したカルデラ盆地の中に含まれている。(阿蘇五岳)

### 気候
市街地の阿蘇乙姫アメダスについて記述（一部）する。
太平洋側気候であるが、標高が高い。また、ケッペンの気候区分において温暖湿潤気候となっている。
特に梅雨期の降水量が多く、年間降水量は3009.6mmと大変多い。九州地方では大分県竹田市や由布市湯布院町、宮崎県西臼杵郡五ヶ瀬町と共に、寒さの厳しい場所で、年平均気温は13.2℃。夏場でも最高気温が35℃以上の猛暑日の観測例がない（最高気温の観測史上1位の記録は2016年（平成28年）8月11日の34.9℃）一方で、冬日になる事がしばしば有り（最低気温の観測史上1位の記録は1998年（平成10年）1月25日の-14.8℃）、真冬日となる事も有る。強い西高東低の気圧配置等に伴う強い寒気や南岸低気圧の影響により、山間部を含め麓に於いても積雪する事が有るが、積雪しても数センチ程度か薄っすらと積もる程度である。しかし、冬用タイヤの装着は必要と思われる。
| 阿蘇乙姫（1991年 - 2020年）の気候  | 阿蘇乙姫（1991年 - 2020年）の気候 | 阿蘇乙姫（1991年 - 2020年）の気候 | 阿蘇乙姫（1991年 - 2020年）の気候 | 阿蘇乙姫（1991年 - 2020年）の気候 | 阿蘇乙姫（1991年 - 2020年）の気候 | 阿蘇乙姫（1991年 - 2020年）の気候 | 阿蘇乙姫（1991年 - 2020年）の気候 | 阿蘇乙姫（1991年 - 2020年）の気候 | 阿蘇乙姫（1991年 - 2020年）の気候 | 阿蘇乙姫（1991年 - 2020年）の気候 | 阿蘇乙姫（1991年 - 2020年）の気候 | 阿蘇乙姫（1991年 - 2020年）の気候 | 阿蘇乙姫（1991年 - 2020年）の気候 |
| 月                                 | 1月                               | 2月                               | 3月                               | 4月                               | 5月                               | 6月                               | 7月                               | 8月                               | 9月                               | 10月                              | 11月                              | 12月                              | 年                                |
| ---------------------------------- | --------------------------------- | --------------------------------- | --------------------------------- | --------------------------------- | --------------------------------- | --------------------------------- | --------------------------------- | --------------------------------- | --------------------------------- | --------------------------------- | --------------------------------- | --------------------------------- | --------------------------------- |
| 最高気温記録 °C （°F）             | 17.6 (63.7)                       | 21.5 (70.7)                       | 24.0 (75.2)                       | 27.3 (81.1)                       | 30.6 (87.1)                       | 32.1 (89.8)                       | 34.0 (93.2)                       | 34.9 (94.8)                       | 33.9 (93)                         | 31.1 (88)                         | 24.8 (76.6)                       | 20.2 (68.4)                       | 34.9 (94.8)                       |
| 平均最高気温 °C （°F）             | 7.1 (44.8)                        | 8.9 (48)                          | 12.7 (54.9)                       | 18.0 (64.4)                       | 22.5 (72.5)                       | 24.6 (76.3)                       | 28.2 (82.8)                       | 29.3 (84.7)                       | 26.1 (79)                         | 21.0 (69.8)                       | 15.4 (59.7)                       | 9.5 (49.1)                        | 18.6 (65.5)                       |
| 日平均気温 °C （°F）               | 2.0 (35.6)                        | 3.4 (38.1)                        | 6.9 (44.4)                        | 11.9 (53.4)                       | 16.7 (62.1)                       | 20.2 (68.4)                       | 23.8 (74.8)                       | 24.2 (75.6)                       | 20.8 (69.4)                       | 15.1 (59.2)                       | 9.2 (48.6)                        | 3.8 (38.8)                        | 13.2 (55.8)                       |
| 平均最低気温 °C （°F）             | −2.7 (27.1)                       | −1.8 (28.8)                       | 1.2 (34.2)                        | 5.7 (42.3)                        | 11.0 (51.8)                       | 16.3 (61.3)                       | 20.5 (68.9)                       | 20.5 (68.9)                       | 16.5 (61.7)                       | 9.7 (49.5)                        | 3.6 (38.5)                        | −1.4 (29.5)                       | 8.3 (46.9)                        |
| 最低気温記録 °C （°F）             | −14.8 (5.4)                       | −12.5 (9.5)                       | −8.5 (16.7)                       | −5.2 (22.6)                       | 0.6 (33.1)                        | 6.0 (42.8)                        | 10.7 (51.3)                       | 12.5 (54.5)                       | 4.8 (40.6)                        | −1.9 (28.6)                       | −5.4 (22.3)                       | −10.2 (13.6)                      | −14.8 (5.4)                       |
| 降水量 mm （inch）                 | 92.7 (3.65)                       | 134.8 (5.307)                     | 197.2 (7.764)                     | 219.2 (8.63)                      | 261.3 (10.287)                    | 667.9 (26.295)                    | 582.6 (22.937)                    | 291.0 (11.457)                    | 247.8 (9.756)                     | 118.7 (4.673)                     | 109.7 (4.319)                     | 86.9 (3.421)                      | 3,009.6 (118.488)                 |
| 平均降水日数 （≥1.0 mm）           | 8.3                               | 9.5                               | 12.3                              | 11.4                              | 11.3                              | 16.4                              | 16.4                              | 13.2                              | 11.6                              | 8.2                               | 8.5                               | 8.2                               | 135.3                             |
| 平均月間日照時間                   | 106.6                             | 119.7                             | 152.2                             | 172.4                             | 178.4                             | 115.7                             | 139.6                             | 160.4                             | 136.2                             | 158.8                             | 132.7                             | 117.8                             | 1,697.1                           |
| 出典1：Japan Meteorological Agency |                                   |                                   |                                   |                                   |                                   |                                   |                                   |                                   |                                   |                                   |                                   |                                   |                                   |
| 出典2：気象庁                      |                                   |                                   |                                   |                                   |                                   |                                   |                                   |                                   |                                   |                                   |                                   |                                   |                                   |

### 隣接している自治体
- 熊本県
  - 菊池市
  - 阿蘇郡
    - 南小国町、産山村、高森町、南阿蘇村

  - 菊池郡
    - 大津町
- 大分県
  - 竹田市
  - 日田市

### 人口
| |                                        |  |
| 阿蘇市と全国の年齢別人口分布（2005年） | 阿蘇市の年齢・男女別人口分布（2005年） |  |
| ■紫色 ― 阿蘇市 ■緑色 ― 日本全国 | ■青色 ― 男性 ■赤色 ― 女性              |  |
| 阿蘇市（に相当する地域）の人口の推移 \| 1970年（昭和45年） \| 35,878人 \| \| \| 1975年（昭和50年） \| 34,607人 \| \| \| 1980年（昭和55年） \| 34,004人 \| \| \| 1985年（昭和60年） \| 33,504人 \| \| \| 1990年（平成2年） \| 33,018人 \| \| \| 1995年（平成7年） \| 31,364人 \| \| \| 2000年（平成12年） \| 30,457人 \| \| \| 2005年（平成17年） \| 29,636人 \| \| \| 2010年（平成22年） \| 28,444人 \| \| \| 2015年（平成27年） \| 27,018人 \| \| \| 2020年（令和2年） \| 24,930人 \| \| |                                        |  |
| 総務省統計局 国勢調査より |                                        |  |
| 1970年（昭和45年） | 35,878人                               |  |
| 1975年（昭和50年） | 34,607人                               |  |
| 1980年（昭和55年） | 34,004人                               |  |
| 1985年（昭和60年） | 33,504人                               |  |
| 1990年（平成2年） | 33,018人                               |  |
| 1995年（平成7年） | 31,364人                               |  |
| 2000年（平成12年） | 30,457人                               |  |
| 2005年（平成17年） | 29,636人                               |  |
| 2010年（平成22年） | 28,444人                               |  |
| 2015年（平成27年） | 27,018人                               |  |
| 2020年（令和2年） | 24,930人                               |  |

### 地名
旧阿蘇町
他2町村と違い、「阿蘇市」に続きそのまま大字を表示する（大字は冠しない）。
- 内牧(旧内牧町)
- 小里(旧内牧町)
- 西小園(旧内牧町)
- 西湯浦(旧内牧町)
- 三久保(旧内牧町)
- 南宮原(旧内牧町)
- 湯浦(旧内牧町)
- 乙姫(旧黒川村)
- 蔵原(旧黒川村)
- 黒川(旧黒川村)
- 竹原(旧黒川村)
- 西町(旧黒川村)
- 役犬原(旧黒川村)
- 今町(旧山田村)
- 小倉(旧山田村)
- 小野田(旧山田村)
- 黒流町(旧山田村)
- 小池(旧山田村)
- 山田(旧山田村)
- 跡ヶ瀬(旧尾ヶ石村)
- 狩尾(旧尾ヶ石村)
- 的石(旧尾ヶ石村)
- 赤水(旧永水村)
- 車帰(旧永水村)
- 永草(旧永水村)
- 無田(旧永水村)

一の宮町

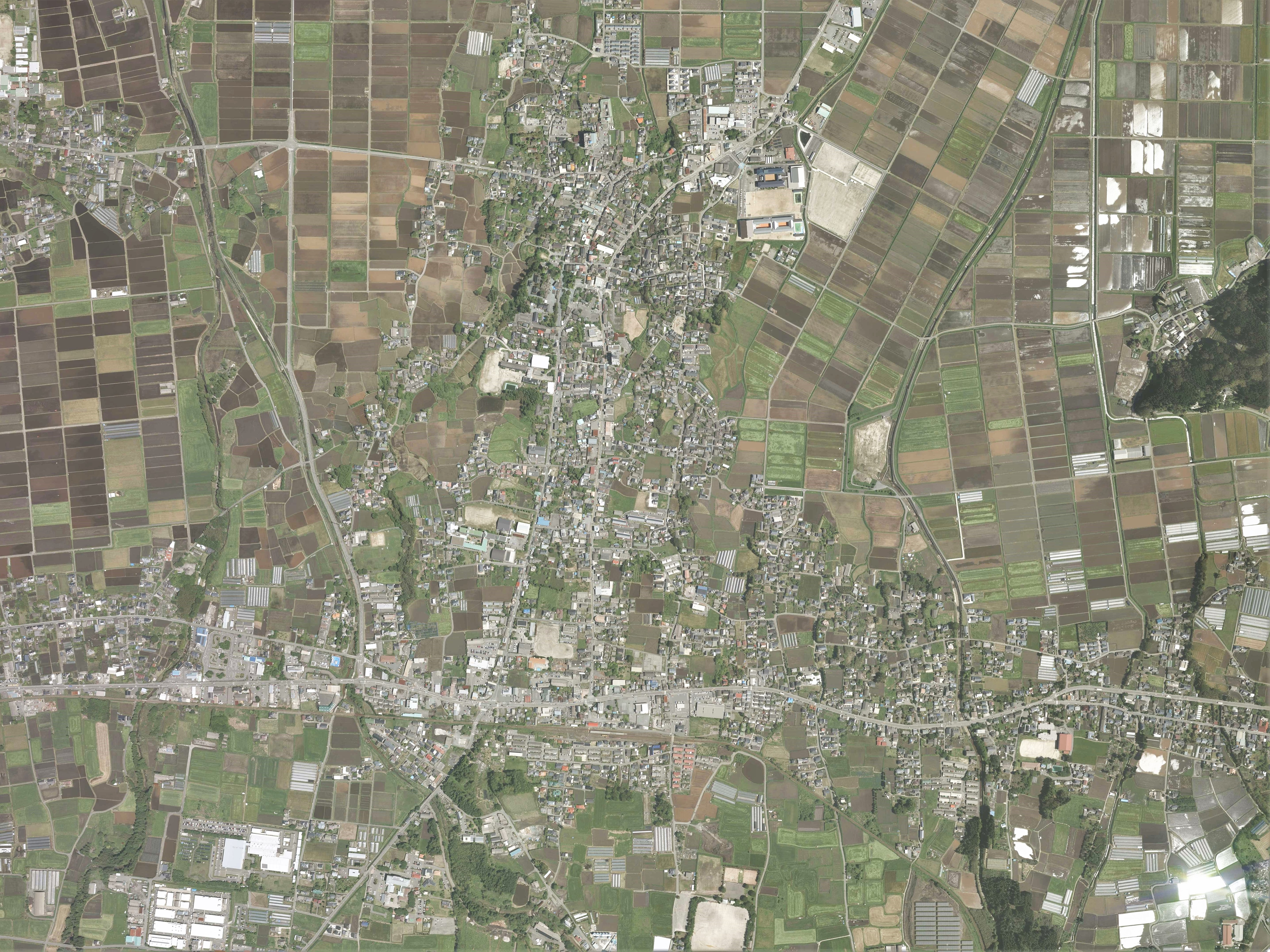
市役所のある宮地地区周辺の空中写真。
2016年5月12日撮影の3枚を合成作成。。

従来の大字の前に「一の宮町」を冠する（大字は冠しない）。
- 宮地(旧宮地町)
- 坂梨(旧坂梨村)
- 中坂梨(旧坂梨村)
- 北坂梨(旧古城村)
- 三野(旧古城村)
- 手野(旧古城村)
- 中通(旧中通村)
- 荻の草(1970年、中通より分立)

波野(旧波野村)
従来の大字の前に「波野」を冠する（上記2町と異なり、波野と大字名の間に大字を挟む）。
- 赤仁田
- 小園
- 小地野
- 新波野
- 滝水
- 中江
- 波野

## 歴史

### 地名の由来
『日本書紀』に阿蘇国（あそのくに）という国として記される。
『筑紫風土記』に肥後国閼宗県（あそのあがた）という県（あがた）として記される。
『国造本紀』によれば、阿蘇国を支配したのは阿蘇国造である。阿蘇氏はその子孫とされる。ここで『日本書紀』によれば、阿蘇国造の祖先でもある阿蘇都彦（あそつひこ）・阿蘇都媛（あそつひめ）の2神が登場し、この2神がいたことが「阿蘇」の地名の由来であると記される。この2神は市内の阿蘇神社の祭神となっている。
律令制のもとでは阿蘇郡の一部であった。
- 1889年4月1日 - 町村制度施行により、現在の市域にあたる以下の各村が発足。
  - 阿蘇郡内牧村・黒川村・永水村・尾ヶ石村・山田村・宮地村・古城村・中通村・坂梨村・波野村
- 1901年1月1日 - 宮地村が町制施行して宮地町となる。
- 1906年4月1日 - 内牧村が町制施行して内牧町となる。
- 1954年4月1日
  - 内牧町・黒川村・永水村・尾ヶ石村・山田村が新設合併して阿蘇町となる。
  - 宮地町・古城村・中通村・坂梨村が新設合併して一の宮町となる。
- 2005年2月11日 - 阿蘇町・一の宮町・波野村が新設合併・市制施行して阿蘇市が誕生する。

## 行政

### 市役所
- 市長：松嶋和子（2025年3月6日就任、1期目）[2]
- 市議会議員 定数18人 前回執行日（2023年1月29日）[3]

歴代市長
- 初代：佐藤義興 2005年3月6日 - 2025年3月6日、5期
- 2代：松嶋和子2025年3月6日-現職、1期

### 国の機関
- 熊本地方法務局阿蘇支局
- 熊本国税局阿蘇税務署
- 熊本労働局阿蘇公共職業安定所
- 九州地方環境事務所阿蘇自然環境事務所

### 県の機関
- 阿蘇地域振興局
- 阿蘇警察署

## 経済

### 産業
- 市内総生産 1035.6億円（2011年）[4]

第１次産業（農業、林業等）、第２次産業（製造業等）、第３次産業（観光業等）と順に生産額が大きい。阿蘇市は観光地なので、第３次産業の生産額、従事者数の割合が過半数を占めている。

#### 産業別総生産（2011年）
- 第1次産業：65.9億円
- 第2次産業：368.8億円
- 第3次産業：593.7億円
- 控除等：7億

#### 産業別従事者比率（%）
- 第1次産業：17.2
- 第2次産業：22.0
- 第3次産業：60.7
- 分類不能の産業：0.7

### 阿蘇市の主な企業
- 阿蘇カドリー・ドミニオン
- 阿部牧場
- はな阿蘇美
- 熊本シール工業株式会社（本社工場）
- オムロン阿蘇株式会社
- 東京応化工業株式会社（阿蘇工場）
- エム・テクニック（阿蘇工場）
- 株式会社阿蘇ポリ

### 特産品
- 阿蘇高菜
  - 高菜漬
  - 高菜の油炒め
  - 辛子高菜（唐辛子を加えて漬け込んだ高菜漬け）
  - 高菜まん（高菜を使った中華まんじゅう）
- 馬肉
  - 馬刺し
  - 馬ロッケ（馬肉を使ったコロッケ）
  - 馬まん（馬肉を使った中華まんじゅう）
- ゆず
  - 柚子胡椒
- だご汁
- いきなり団子
- 赤ど漬
- 阿蘇の赤牛
- 牛乳生乳
- 乳製品
- 米
- リンドウ
- 阿蘇のとうきび人形

#### 高菜めし
「高菜めし」も参照
ドライブイン「あそ路」が、阿蘇で初めて「高菜めし」を提供し、徐々に定着していき阿蘇の名物となった。あそ路の高菜めし定食には、ホルモン煮込みとだご汁が付いている。現在阿蘇では、高菜めしをメニューに扱っている店舗が数多く存在している。

#### あか牛丼
近年では、阿蘇の赤牛をつかった「あか牛丼」が、観光客に人気となっている。阿蘇内牧温泉にある老舗の「いまきん食堂」のあか牛丼や、阿蘇神社近くにある「郷土料理 お食事処 はなびし」のあか牛かつ重が、人気となっていて、TVなどでも紹介されている。

### 阿蘇市の銘菓
- 銘菓「阿そ吹雪」

## 教育

### 県立高等学校
- 熊本県立阿蘇中央高等学校（以下の2校が統合し発足）
  - 熊本県立阿蘇高等学校（閉校）
  - 熊本県立阿蘇清峰高等学校（閉校）

### 市立中学校
- 阿蘇中学校
- 一の宮中学校
- 波野中学校

### 市立小学校
- 阿蘇西小学校
- 内牧小学校
- 阿蘇小学校
- 一の宮小学校
- 波野小学校

### 学校教育以外の教育施設

#### 自動車学校
- 阿蘇自動車学校

## 文化施設・体育施設

### 文化施設

#### 図書館
- 阿蘇図書館
- 一の宮図書館

#### 研修・宿泊施設
- 国立阿蘇青少年交流の家

#### 博物館・美術館
- 阿蘇火山博物館
- 古代の郷美術館
- 阿蘇市神楽館

### 体育施設
- 阿蘇体育館
- 一の宮体育館
- 波野体育館
- 阿蘇市立一の宮武道場
- 総合運動公園
- 農村公園あぴか
- 阿蘇市波野グラウンド
- 波野西地区グラウンド

### その他
- 阿蘇市農村環境改善センター
- 阿蘇草原保全活動センター草原学習館

## 交通

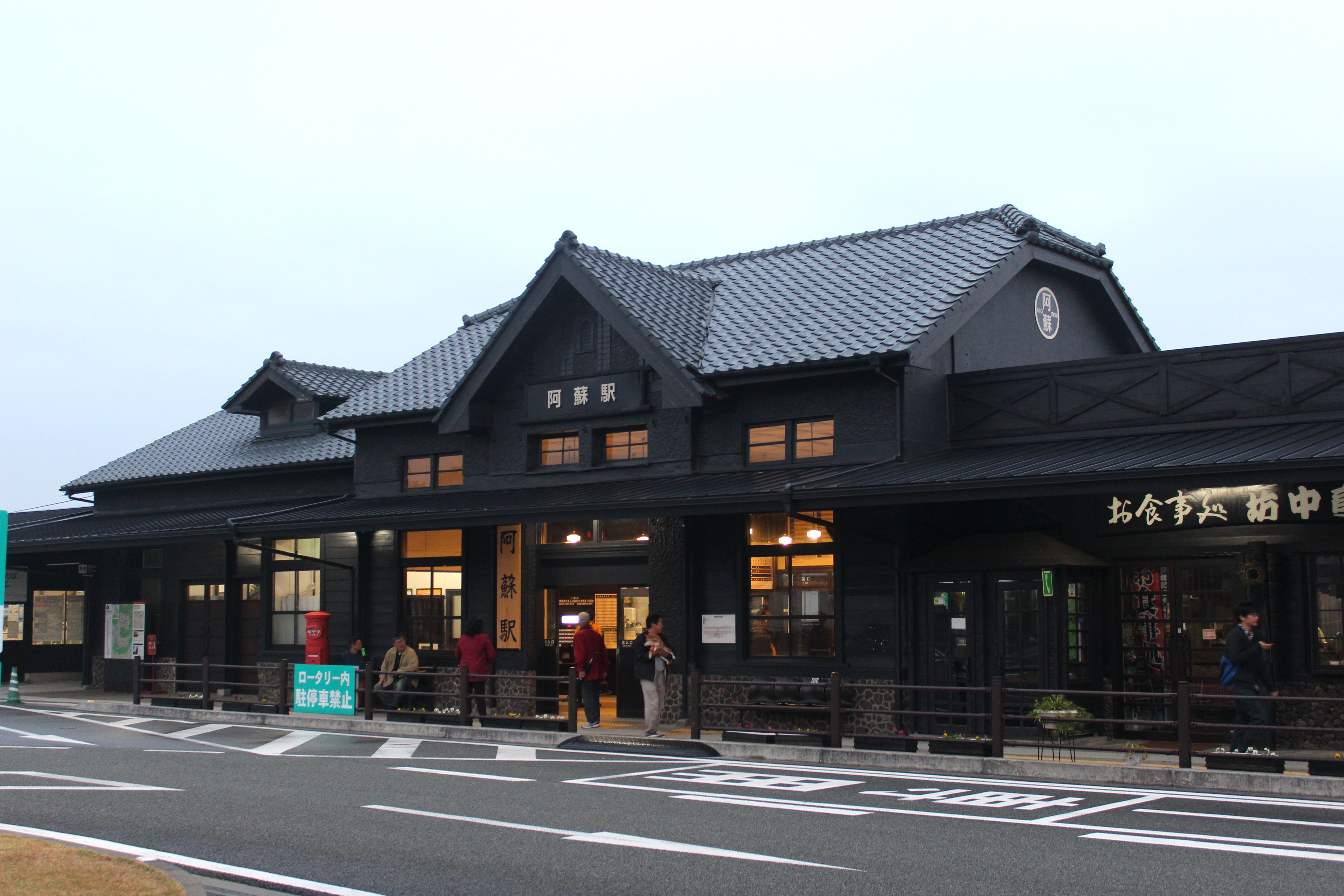
阿蘇駅

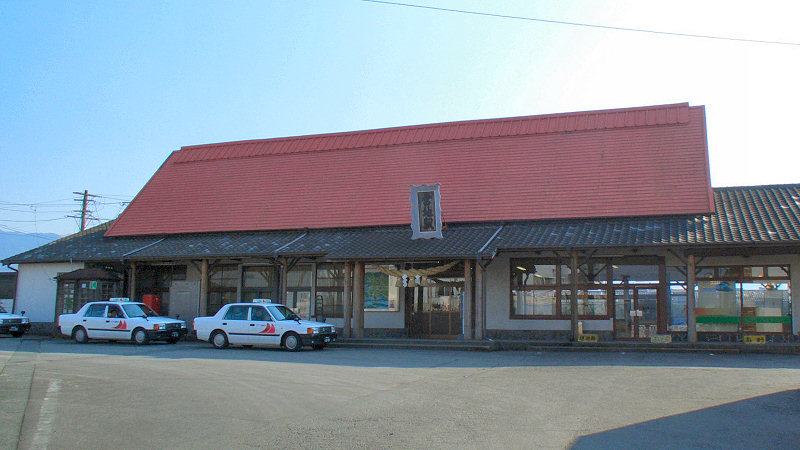
宮地駅

### 鉄道
九州旅客鉄道（JR九州）
- 豊肥本線
  - 滝水駅 - 波野駅 - 宮地駅 - いこいの村駅 - 阿蘇駅 - 内牧駅 - 市ノ川駅 - 赤水駅

### バス

#### 長距離バス
- 特急「やまびこ号」：熊本市 - 阿蘇くまもと空港 - 大津町 - 南阿蘇村 - 阿蘇市 - 竹田市 - 豊後大野市 - 大分市
- 九州横断バス：熊本市 - 阿蘇くまもと空港 - 大津町 - 阿蘇市 - 南小国町 - 九重町 - 由布市 - 別府市

#### 一般路線バス
すべて産交バス（九州産交グループ）による運行。杖立線は阿蘇市と南小国町・小国町を結ぶ。
- 阿蘇市環状線：阿蘇医療センター - 阿蘇駅前 - 阿蘇総合センター - 内牧 - 千石橋 - （道尻/山田） - 役犬原 - 阿蘇神社前 - 宮地駅前 - 阿蘇駅前 ※両方向に運行
- 内牧乙姫線：阿蘇駅前 - 乙姫交差点 - 内牧駅前 - 駄原 - 内牧 ※循環
- 杖立線：阿蘇駅前 - 阿蘇総合センター - 内牧 - 大観峰 - 市原 - 小国郷農協前 - ゆうステーション - 杖立
- 阿蘇火口線：阿蘇駅前 - 草千里阿蘇火山博物館前 - 阿蘇山上ターミナル

このほかに予約制乗合タクシーがある

### 道路

#### 高速道路
- 中九州横断道路（北側復旧道路）

（大津町） -  車帰IC -  阿蘇西IC

#### 一般国道
- 国道57号
- 国道212号
- 国道265号

#### 主要地方道
- 大分県道・熊本県道11号別府一の宮線 - 通称やまなみハイウェイ
- 大分県道・熊本県道12号天瀬阿蘇線
- 熊本県道23号菊池赤水線
- 熊本県道40号南小国波野線
- 熊本県道41号高森波野線

#### 一般県道
- 熊本県道110号阿蘇一の宮線
- 熊本県道111号阿蘇吉田線
- 熊本県道149号河陰阿蘇線
- 熊本県道175号内牧停車場線
- 熊本県道176号内牧停車場乙姫線
- 熊本県道213号内牧坂梨線
- 熊本県道298号阿蘇公園下野線
- 熊本県道339号北外輪山大津線 - 通称ミルクロード

#### そのほか
- 阿蘇山公園道路 - 阿蘇市が管理
- 阿蘇市道狩尾幹線

#### 道の駅
- 阿蘇
- 波野

## 名所・旧跡・観光スポット・祭事・催事

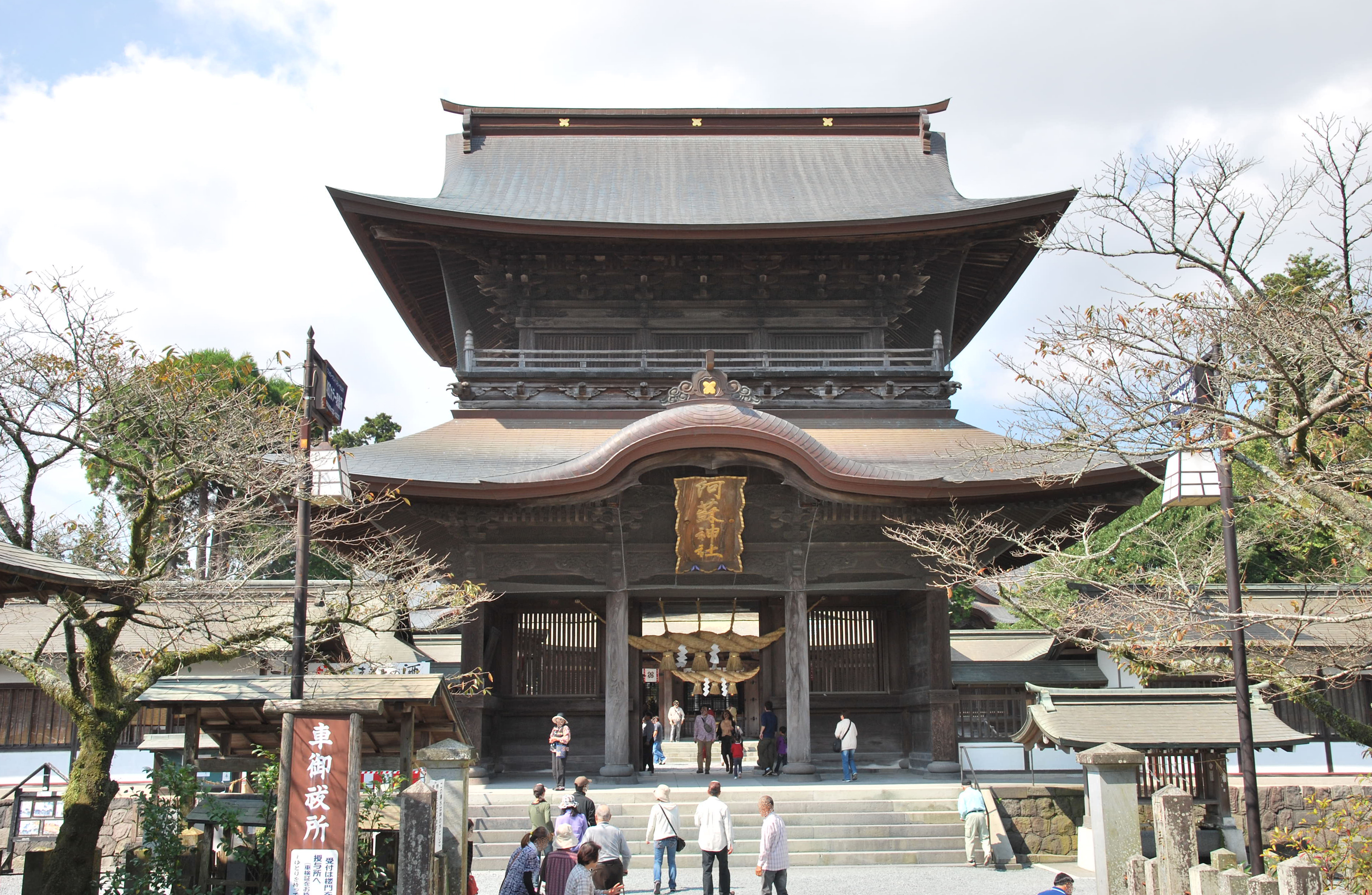
阿蘇神社

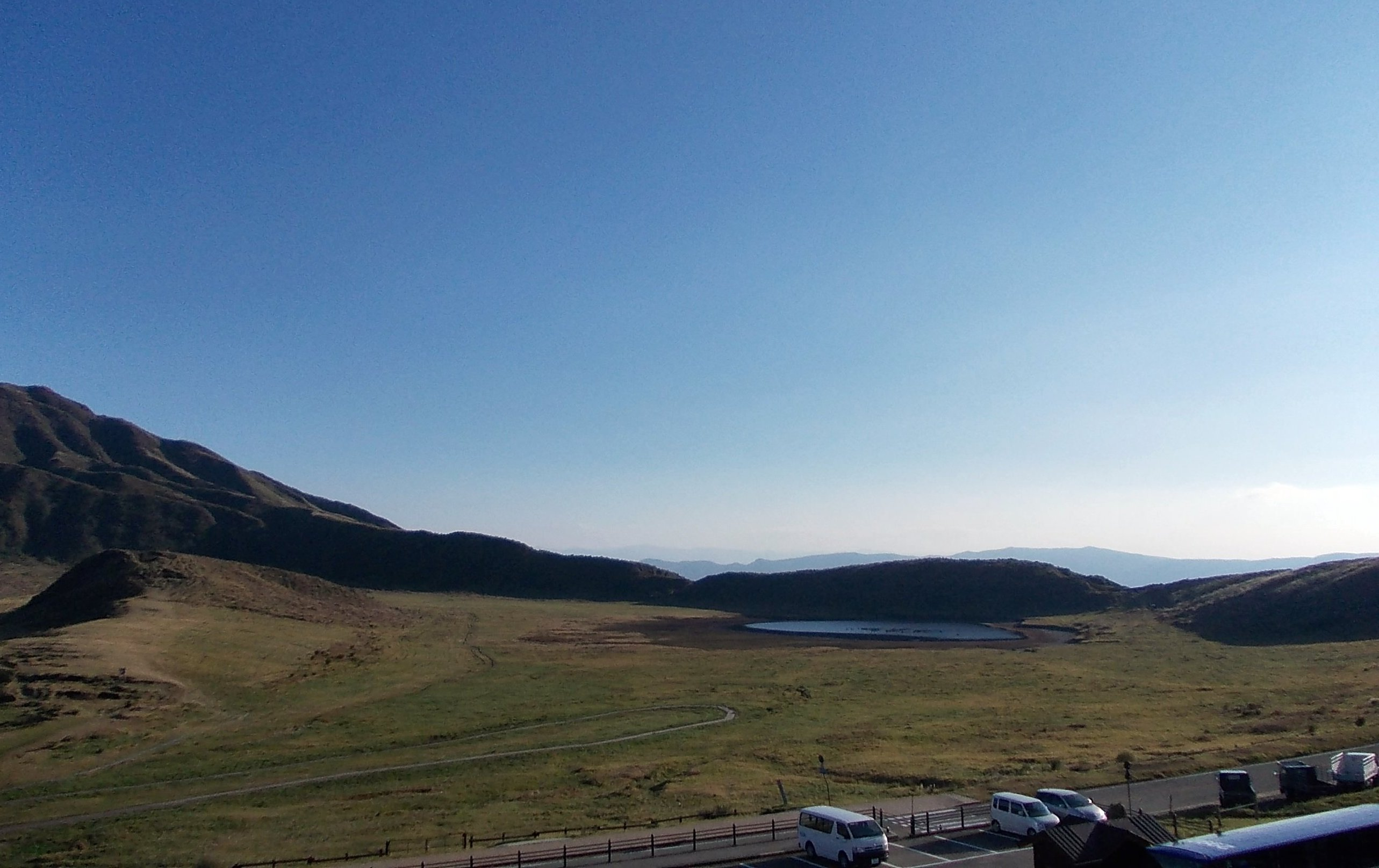
阿蘇山（草千里）

### 自然
- 阿蘇山
- 仙酔峡
- 大観峰
- 草千里ヶ浜
- ミルクロード
- ラピュタの道
- 二重の峠
- かぶと岩展望台（休憩所）
- 北山展望所（正式名：西湯浦園地展望所）
- 阿蘇ジオパーク

### 水源・滝
- 宮川渓谷
- 古閑の滝
- 御茶屋泉水（現、的石御茶屋跡）

### 神社
- 阿蘇神社
- 国造神社
- 手野のスギ

### 寺
- 西巌殿寺
- 極楽寺
- 明行寺
- 満徳寺
- 円通寺
- 西福寺
- 金剛山青龍寺

### 温泉
- 阿蘇内牧温泉
- 阿蘇赤水温泉
- 阿蘇乙姫温泉

### 古墳・遺跡
- 中通古墳群
- 長目塚古墳
- 上御倉・下御倉古墳
- 古坊中遺跡
- 内牧城

### 祭事・催事
- 火振り神事
- 中江岩戸神楽
- おんだ祭り
- 大阿蘇火の山まつり
- なみの高原納涼まつり
- 田実祭

### 動物園
- 阿蘇カドリー・ドミニオン（※クマ牧場）
- 阿蘇猿まわし劇場

## マスコットキャラクター
- 五岳くん・火の子ちゃん
  - 阿蘇観光PR用のイメージキャラクターであり、菊陽町在住の川崎のぼるによるデザイン。2010年2月に名前の一般公募を行い、4月23日に発表された。

## 著名な出身者

### 氏族
- 阿蘇氏
  - 阿蘇惟之（1951年 - 2012年） - 第90代阿蘇大宮司阿蘇惟友の子、第91代阿蘇大宮司
  - 阿蘇治隆 - 阿蘇惟之の実弟で第92代阿蘇大宮司。
- 坂梨氏
  - 坂梨惟連（阿蘇惣庄屋）：戦国時代-江戸時代の人物

- 蔵原氏
  - 蔵原惟郭（政治家、教育家）（1861年～1949年）：肥後国阿蘇郡黒川村出身
  - 蔵原伸二郎（詩人、作家、評論家）（1899年～1965年）：熊本県阿蘇郡黒川村出身

### 政治家
- 蔵原惟郭（前述通り）
- 久保田豊（日本工営創業者、元日本社会党衆議院議員）（1890年～1986年）
- 松岡利勝（政治家）（1945年～2007年）：旧阿蘇町出身
- 佐藤義興（前阿蘇市長、2005年〜2025年）

### 学者
- 堀栄造（哲学者）
- 鍛冶千鶴子（弁護士、評論家）（1923年～2014年）

### 芸能・マスコミ
- 甲斐まり恵（アナウンサー）：旧一の宮町出身
- 古田とわ（宮崎放送アナウンサー）
- 古澤栄基（タレント）：旧波野村出身
- 竹原ひろみ（ものまねタレント）：旧阿蘇町出身
- Do Shock Booze（DJ、音楽プロデューサー）
- 岩代浩一（作曲家）（1930年～2012年）
- ROSE（歌手）
- 古澤里紗（アイドル）：CUTIE STREETのメンバー

### スポーツ
- 佐藤和宏（元プロ野球選手）
- 高橋和彦（柔道家）
- 佐田の海鴻嗣（元大相撲力士）：旧一の宮町出身
- 阿蘇山（プロレスラー）
- 阿蘇品照美（陸上選手）
- 石田一貴（ラグビー選手）

### 宗教家
- 藤井日達（日本山妙法寺大僧伽の創始者）（1885年～1985年）
- 宮川経輝（牧師）（1857年～1936年）

### 経営者
- 中島幸夫（株式会社ベルリーナ創業者）

### 阿蘇市にゆかりのある人物
★は故人
- 高本紫溟（儒学者、国学者、漢詩人。阿蘇の宮地で国学や和歌を研究した。）：江戸時代の人物 ★
- 蔵原惟人（評論家。父の蔵原惟郭が阿蘇出身）：東京府出身 ★
- 蔵原惟繕（映画監督。文芸評論家。祖父が阿蘇出身）：東京府出身 ★
- 蔵原惟二（日本の映画監督、映画製作者。祖父が阿蘇出身）：東京府出身
- 松岡浩昌（アナウンサー、父の松岡利勝が阿蘇出身。自身の本籍地も阿蘇市）：島根県出雲市出身
- 岩代太郎（作曲家。父の岩代浩一が阿蘇出身。）：東京都出身
- 永田雅一（実業家、映画プロデューサー。父が阿蘇出身）：京都府京都市出身 ★
- 川崎のぼる（漫画家）：阿蘇市のゆるキャラのデザインを手がける
- パンくん（天才チンパンジー、阿蘇カドリー・ドミニオンで暮らす。）：宮崎県宮崎市の宮崎市フェニックス自然動物園生まれ。
- 財津一郎（俳優、財津家の土地を守るために学生時代を過ごす。）：財津和夫とは親戚関係
- 財津和夫（シンガーソングライター、祖先が阿蘇地方にルーツを持つ熊本藩士）：財津一郎とは遠戚関係
- 内柴正人（柔道家。阿蘇市立一の宮中学校を卒業。）：合志市出身、八代市在住。
- 花田有衣（バスケットボール選手。阿蘇市立一の宮中学校を卒業。）：熊本市出身
- 前田優香 （バスケットボール選手。阿蘇市立一の宮中学校を卒業。）：熊本市出身
- 渡邊タイ（剣道家。阿蘇高等学校を卒業。）：西合志出身
- 徳富蘇峰（ジャーナリスト、思想家、歴史家、評論家。阿蘇七鼻の一つである遠見ヶ鼻を「大観峰」と名付けた。）★
- 田崎広助（画家、阿蘇山を題材にした絵を描いた。）：福岡県八女郡北山村（現・八女市立花町）★
- 与謝野鉄幹（日本の歌人。阿蘇の短歌を詠んだ。）：宿泊した内牧温泉「蘇山郷」には自筆歌幅が残されている。 ★
- 与謝野晶子（日本の歌人、作家、思想家。阿蘇の短歌を詠んだ。）：宿泊した内牧温泉「蘇山郷」には自筆歌幅が残されている。★
- 吉井勇（歌人、脚本家。阿蘇の短歌を詠んだ。）★
- 若山牧水（詩人、翻訳家、文芸評論家。阿蘇の短歌を詠んだ。）★
- 北原白秋（歌人。阿蘇の短歌を詠んだ。）★
- 野口雨情（詩人、童謡・民謡作詞家。阿蘇の短歌を詠んだ。）★
- 宗不旱（歌人。阿蘇の短歌を詠んだ。）：1942年5月に内牧温泉「達磨旅館」を発って行方不明となる。★
- 高田保馬（経済学者、社会学者。文学博士。歌人。阿蘇の短歌を詠んだ。）★
- 高浜虚子（俳人・小説家。阿蘇の俳句を詠んだ。）★
- 大久保橙青（政治家。衆議院議員（7期）。俳人。阿蘇の俳句を詠んだ。）★
- 荻原井泉水（俳人、俳論家。阿蘇の俳句を詠んだ。）★
- 種田山頭火（俳人。阿蘇の俳句を詠んだ。）★
- 夏目漱石（小説家、評論家、英文学者。阿蘇の俳句を詠んだ。）★
- 三好達治（詩人、翻訳家、文芸評論家。阿蘇の詩を詠んだ。）★

### 架空の人物
- 野原みさえ（漫画『クレヨンしんちゃん』に登場する、主人公野原しんのすけの母）：架空の市「アソ市」の出身。実際の阿蘇市が誕生する以前からの設定であり、元々は無関係だった。しかし、後に改めて阿蘇市出身であるとして、2021年には野原一家が阿蘇地域の観光キャンペーン「I'm fine! ASO」のPRキャラクターとなっている[8]。
  - 小山よし治（みさえの父）

しんのすけの父方の祖父である野原銀の介からは、市内にある世界有数のカルデラを持つ「阿蘇山」とステレオタイプな九州男児のような性格をかけて、「阿蘇山カルデラジジイ」という蔑称で呼ばれたことがある。
  - 小山ひさえ（みさえの母）
  - 小山まさえ（みさえの姉）
  - 小山むさえ（みさえの妹）
- 孝女白菊（「孝女白菊の歌」）
- 左門豊作（漫画『巨人の星』に登場する）
- 西原大二郎（漫画『エリートヤンキー三郎』に登場する）：阿蘇カルデラ学院高校番格。

## 阿蘇市を舞台とした作品

### 映画
- 君の名は 第三部（1954年4月27日、松竹）
- 空の大怪獣ラドン（1956年12月26日、東宝）：舞台が阿蘇、福岡。
- 三大怪獣 地球最大の決戦（1964年12月20日、東宝）：ラドンが阿蘇山から出現。
- 不良番長 骨までしゃぶれ（1972年12月2日、東映）：舞台が阿蘇、天草。
- 男はつらいよ 私の寅さん（1973年12月26日、松竹）：舞台が大分、阿蘇。
- 原野の子ら（1999年2月27日、中山映画）：舞台が阿蘇。
- EUREKA（2001年1月20日、サンセントシネマワークス）：阿蘇火口、草千里、米塚、大観峰が登場する。
- 黄泉がえり（2003年1月18日、東宝）：熊本県阿蘇地方が舞台(原作とは異なる設定)。
- 聞こゆるや（2005年6月11日、Ryun）：舞台は熊本県で阿蘇も登場する。
- 風のダドゥ（2006年5月13日、角川ヘラルド映画）：舞台が阿蘇。
- 北辰斜にさすところ（2007年12月22日、東京テアトル）：阿蘇神社が登場する。

### テレビドラマ
- 連続テレビ小説（NHK）
  - 第18作目「火の国に」（1976年10月4日 - 1977年4月2日）：舞台が熊本、阿蘇。
- 水戸黄門（TBS）
  - 第15部 第7話「無法を砕く大草原の血闘」（1985年3月11日）：舞台が阿蘇。
- 土曜ワイド劇場（テレビ朝日）
  - 「同居人カップルの殺人推理旅行4 嘘をつく女 熊本阿蘇〜財産を狙って欲望が渦巻く」(1996年7月6日)
- 裸の大将 火の国・熊本篇～女心が噴火するので～（2009年10月24日、フジテレビ）：テレビ熊本開局40周年記念作品
- 見知らぬわが町（2010年12月10日、NHK）：福岡県大牟田市が舞台だが家族の思い出の地として阿蘇が登場。
- 風をあつめて（2011年2月11日、NHK）：阿蘇山が登場。

### 漫画
- 鉄腕アトム（手塚治虫作）「地上最大のロボット」：決戦の舞台が阿蘇山。
- 柔侠伝シリーズ（バロン吉元作）
  - 日本柔侠伝（全6巻）：舞台が阿蘇

### アニメ
- まんが日本昔ばなし（毎日放送）
  - 「猫岳の猫」（1977年11月26日）
- 劇場版 弱虫ペダル（2015年8月28日、東宝）：レースの舞台が阿蘇の山。
- 鋼鉄神ジーグ（2007年）
  - 「第10話「囚われたつばき！邪悪なる妃魅禍の儀式！」」：舞台が阿蘇。
- クレヨンしんちゃん（テレビ朝日）：主人公である野原しんのすけの母親、野原みさえの出身地という設定。ただし、前述の通り元々は架空の地名「アソ市」出身であった。

### 小説
- 二百十日（夏目漱石作）
- 忘れえぬ人々（国木田独歩作）
- 山峡の章（松本清張作）
- 阿蘇心中（大江素天）
- 青春の彷徨（松本清張作）
- 高志さんは帰って来ない（甲斐弦作）
- 鴨猟（吉良敏雄）
- 阿蘇殺人ルート（西村京太郎作）
- 十津川警部捜査行 阿蘇・やまなみ殺意の車窓（西村京太郎作）
- 「阿蘇の恋」殺人事件（木谷恭介作）
- 阿蘇要塞1995 シリーズ（荒巻義雄作）
  - 阿蘇要塞1995 1「電脳要塞覚醒篇」
  - 阿蘇要塞1995 2「対馬要塞争奪戦」
  - 阿蘇要塞1995 3「九州島侵攻篇」
  - 阿蘇要塞1995 4「レイテ海戦篇」
  - 阿蘇要塞1995 5「九重高原最終決戦篇」
- 阿蘇惨劇道路（西東登作）
- 道原伝吉シリーズ（梓林太郎作）
  - 阿蘇・黒川温泉怪殺迷路（『阿蘇・黒川温泉殺人事件』に改題）
- 壮＆美緒シリーズ（深谷忠記作）
  - 阿蘇・雲仙逆転の殺人
- 雲仙阿蘇殺人旅愁（斎藤栄作）
- 旅刑事 阿蘇SL殺人行（山浦弘靖作）
- 走れ、半兵衛シリーズ（森詠）
  - 双龍剣異聞 走れ、半兵衛

### ゲーム
- KAIDO-峠の伝説-（2005年7月28日、元気）：作中に阿蘇パノラマラインを舞台としたコースが登場。